# Gaio Furnio
Gaio Furnio (in latino: Gaius Furnius; 50 a.C. circa – dopo il 17 a.C.) è stato un politico e militare romano, console dell'impero romano.

## Biografia
Figlio dell'omonimo padre, che, amico di Pompeo Magno e di Cicerone e grande oratore, fu tribuno della plebe nel 50 a.C. e pretore nel 42 a.C., combatté al fianco di Lucio Munazio Planco dalla parte di Antonio durante gli anni successivi all'assassinio di Cesare nel 44 a.C. e, dal 40 a.C. circa, con lo stesso triumviro, di cui fu anche propretore in Asia tra 36 e 35 a.C., Furnio compare per la prima volta nelle fonti proprio in questi anni. Verosimilmente dopo la battaglia di Azio, egli intercedette presso Ottaviano in favore del padre, che fu graziato e qualche anno dopo, nel 29 a.C., inserito straordinariamente tra i consolari sebbene non fosse riuscito ad ottenere il consolato promessogli dall'erede di Cesare in quell'anno.
Furnio fu poi, nel 22 a.C., nominato, al posto di Lucio Elio Lamia, legatus Augusti pro praetore della turbolenta provincia di Hispania Tarraconensis, dove i Cantabri, al suo arrivo, gli mostrarono disprezzo perché inesperto e seguirono gli Asturi in rivolta. Furnio però, in coppia con il legato di Hispania Ulterior Publio Carisio, riuscì abilmente nei suoi tre anni di mandato (fino al 19 a.C.) a sottomettere tanto i Cantabri quanto gli Asturi, forse riuscendo nella sanguinosa conquista del mons Medullius in Callaecia (forse nella zona dell'attuale Las Médulas).
Probabilmente grazie alle sue imprese militari, Furnio fu eletto console ordinario per il 17 a.C. insieme a Gaio Giunio Silano: i due rimasero in carica per tutto l'anno, presiedendo anche ai Ludi Saeculares.
Forse amico di Orazio, sebbene sia più probabile che la menzione del candidus Furnius nella Satira I, 10 (del 35 a.C.) si riferisca al padre, Furnio è noto per essere stato un ottimo oratore alla pari del padre.
Furnio morì, secondo la testimonianza di Girolamo, prima del padre, ma è ignoto quando ciò avvenne, giacché dopo il suo consolato Furnio scompare dalla storia.